# Sory Camara
Pour les articles homonymes, voir Camara.
Sory Camara, né Sory Saba Djadjé Camara le  30 août 1940 à Gueckedou et mort le 4 mai 2017 à Talence,, est un universitaire et essayiste guinéen qui fut professeur d'anthropologie sociale et culturelle à l'Université Bordeaux II.
En 1977, il obtient le Grand prix littéraire d'Afrique noire pour Gens de la parole : essai sur la condition et le rôle des griots dans la société malinké.